# Little River (Nowa Zelandia)
Little River – miasto w Nowej Zelandii, na Wyspie Południowej, w regionie Canterbury.